# Barbara Surowska
Barbara Leokadia Surowska (ur. 3 grudnia 1939 w Biłgoraju) – polska germanistka specjalizująca się w historii literatury niemieckiej i polskiej oraz teorii literatury, redaktorka i tłumaczka z niemieckiego na polski. Emerytowana profesor zwyczajna Uniwersytetu Warszawskiego.

## Życiorys
Studiowała filologię germańską na Uniwersytecie Warszawskim, gdzie w r. 1966 uzyskała magisterium. Doktoryzowała się w 1979 r. pracą Die Bewußtseinsstromtechnik im Erzählwerk Arthur Schnitzlers u prof. Elidy Marii Szaroty, a w 1993 r. uzyskała na macierzystym wydziale stopień doktora habilitowanego nauk filozoficznych w zakresie niemieckiego literaturoznawstwa rozprawą pt. Metamorphosen des Stils Rainer Maria Rilkes.
Uczyła jako germanistka na Uniwersytecie Warszawskim od 1972 do 2010 r. i równolegle (od 1995 do 2000 r.) na Uniwersytecie Warmińsko-Mazurskim w Olsztynie.
W latach 1973–1987 prowadziła niemiecką redakcję w Literaturze na Świecie
, popularyzując m.in. twórczość Ingeborg Bachmann, Petera Handkego, Thomasa Bernharda, Eliasa Canettiego, Güntera Grassa. 
Jest członkinią Stowarzyszenia Pisarzy Polskich.

## Wybrane publikacje

### Prace literaturoznawcze
- Die Bewußtseinsstromtechnik im Erzählwerk Arthur Schnitzlers, Warszawa 1990
- Metamorfozy stylu w twórczości Rainera Marii Rilkego, Warszawa 1992
- Młody Rilke, Gdańsk 1994
- Von überspannten Ideen zum politischen Appell. 25 Essays zur deutschen Literatur, Warszawa 2006.
- Związki Rainera Marii Rilkego z dziedziną sztuk pięknych, Warszawa 2008.
- Auf Rilkes Wegen, Frankfurt nad Menem, Berlin, Bern 2012
- Od Goethego do Grassa. Szkice z literatury niemieckiej, Warszawa 2017

### Edycje i przekłady
- Artur Schnitzler, Panna Elza i inne opowiadania, PIW. Warszawa 1971
- Elias Canetti, Głosy Marrakeszu, Czytelnik 1977
- Jette w zamku. Dziesięć opowiadań NRD, Nasza Księgarnia, Warszawa 1980
- In der Nacht wandern die Bäume (Wybór polskich opowiadań), Lucerna 1982
- Hanna Johansen, Dinozaurów nie ma, wydawnictwo Silura, Kraków 2004
- Franz Kafka, Osiem Notatników, Gdańsk 1995, nowe rozszerzone wydanie pt. Osiem notatników. Zapiski z lat 1916-1918, Kraków 2021 (Wydawnictwo: Eperons-Ostrogi)
- Peter Handke, Powitanie rady nadzorczej, Kraków 2020
- Pełnia nieszczęścia, Kraków 2020
- Krótki list na długie pożegnanie, Kraków 2021

### Przekłady dramatów
- Thomas Bernhard, Święto Borysa[9]
- Gerhart Hauptmann, Przed wschodem słońca[10][11][12], Michał Kramer. Dramat w czterech aktach[13]
- Yvan Goll(inne języki), Matuzalem czyli Wieczny mieczanin[14]

### Studia (wybór)
- Schnitzlers innerer Monolog im Verhältnis zu Dujardin und Dostojewski, w: Theatrum Europaeum. Festschrift für Prof. E.M.Szarota, München 1982, S. 549-558.
- Die Einheit von sprachlichem und außersprachlichem Ausdruck bei Hofdmannsthal. Am Beispiel der „Elektra”, w: Thematisierung der Sprache in der österreichischen Literatur des 20. Jahrhunderts, Innsbruck 1982, S. 59-69.
- Don Kichot walczący z wiatrakami śmierci (na temat Eliasa Canettiego), w: „Literatura na świecie“ 8/1982, S. 130-145.
- Droga Rilkego ku poezji rzeczy w: „Literatura na świecie“ 10/1982, S. 184-195.
- Nur aus der Gesinnung heraus schreiben (Elias Canatti), w: „Hüter der Verwandlung“, Hanser-Verlag, München Und Wien 1985, S. 167-182 (też po szwedzku i po angielsku
- Flaubertsche Motive in Schnitzlers Novelle „Die Toten schweigen“, w: Orbis Litterarum, Kopenhaga 1985, Z, 40, S. 372-379.
- Skąd się wzięło robactwo u Kafki? w: Literatura na świecie 2/1987, S. 175-181.
- Święci Rilkego, w: „Co badania filologiczne mówią o wartości?“, Warszawa 1987, Bd. 1, S. 405-414.
- Das war in Venedig… (Venedische Motive Rilkes), w: „Blätter der Rilke-Gesellschaft“, Sigmaringen 1990, H. 16/17, S. 33-42.
- Dwie opinie w sprawie Franza Kafki i Felicji Bauer, w: „Literatura na świecie“ 6/1991, S. 183-196.
- Rilke und Dostojewski, w: „Dostojewskij und die russische Literatur in: „Österreich seit der Jahrhundertwende. Literatur Theater“. FANTAKT, St. Petersburg 1/1994, S. 194-203.
- Canetti, jakiego poznałam, w: „Literatura“ 11(136)/96, S. 12-13.
- Rilke v Polsky, w: „Rainer Maria Rilke evropsky Basnik z Prahy“, Prag 1996, S. 155-167.
- Deutsche Dramatiker für die polnische Bühne. Theaterübersetzungen – Gerhart Hauptmann, Ivan Goll, Thomas Bernhard, w: Theatron. Studien zur Geschichte der dramatischen Künste. Polnisch-deutsche Theaterbeziehungen seit dem Zweiten Weltkrieg, Tübingen 1998, S. 275-282.
- Tłumaczenie to jest wielka rzecz… Rainer Maria Rilke w przekładach polskich, w: „Poezja polska i niemiecka w przekładach współczesnych., Szczecin 2002, S. 55-70.
- Orfeusz w poezji Rainera Marii Rilkego, w: „Mit Orfeusza. Inspiracje i reinterpretacja w europejskiej tradycji artystycznej“, Gdańsk 2003, S. 329-340.
- O kilku wierszach Rainera Marii Rilkego opartych na motywach antycznych, w: Antyk romantyków – model europejski i wariant polski. Rekonesans, Toruń 2003, S. 96-104.
- Rilke w świecie ikon i malarstwa rosyjskiego, w: „Teoria literatury żywa. Między słowem a obrazem“, Warszawa 2003, S. 7-23.
- Ist das noch die Nora? Bemerkungen zu Elfriede Jelineks Theaterstücks Was geschah, nachdem Nora ihren Mann verlassen hatte oder Stützen der Gesellschaften, w: „Positionen der Jelinek-Forschung“, Bern, Berlin, 2008, S. 257-278.
- Schnitzler i Freud, w: „Przegląd Filozoficzno-Literacki“, Nr 2 (27), Warszawa 2010, S. 245-258.
- Eine vergessene Freundschaft. Józef Wittlin und Joseph Roth, w: „Gegen den Kanon – Literatur der Zwischenkriegszeit in Österreich”, Peter Lang Verlag, Frankfurt nad Menem. 2017, S. 139-155.
- Rilkes Wenden ins Eigentliche, w: „Reise nach Danzig. Rilke und das Drama“. Blätter der Rilke-Gesellschaft, 34/2018, Wallstein-Verlag, hrsg. Von Jörg Paulus und Erich Unglaub, Göttingen 2018, S. 11-21.
- Der erste Weltkrieg im Lichte der Fackel, w: „Der erste Weltkrieg in Mitteleuropa. Kultur und Gesellaschaft im Umbruch“, Peter Lang Verlag, Berlin 2019, S. 81-91.
- Die Prager Geschichten, gelesen als Rilkes Stellungnahme zum Zeitgeschehen, w: „Rilke in Bremen. Prager Erzählungen”. Blätter der Rilke-Gesellschaft 35/2020, Wallstein Verlag, Göttingen 2020, S. 173-188.

### Prace zbiorowe
- Das intellektuelle Europa der Jahrhundertwenden, Warszawa 2000. ISBN 978-8391226926
- Zygmunt Łempicki, intelektualista okresu międzywojennego, Warszawa 2002. ISBN 839-1226948